# Anthony Meyer (3e baronnet)
Anthony John Charles Meyer, 3e baronnet (27 octobre 1920 - 24 décembre 2004) est un soldat britannique, diplomate et homme politique conservateur puis libéral-démocrate, surtout connu pour s'être opposé à Margaret Thatcher à la direction du parti en 1989. Malgré ses vues conservatrices résolues sur la politique économique, son soutien passionné de l'intégration britannique accrue dans l'Union européenne l'a marginalisé dans le Parti conservateur de Thatcher.
Après avoir été désélectionné en tant que candidat parlementaire conservateur pour les élections générales de 1992, Meyer devient directeur politique du Mouvement européen et, en 1998, il rejoint le Parti conservateur pro-euro. Après sa dissolution en 2001, il devient membre des libéraux démocrates.

## Jeunesse
Meyer est le fils de Marjorie Amy Georgina Seeley et de Frank Meyer (2e baronnet) (en). Son père est vice-président de la société diamantifère De Beers et de 1924 à 1929, il est député conservateur de Great Yarmouth, Norfolk. Son père est issu d'une famille juive. Son grand-père, Carl Meyer (1er baronnet), est né à Hambourg, en Allemagne; il émigre en Grande-Bretagne à la fin du XIXe siècle, quand il travaille pour les Rothschild, et plus tard pour De Beers; il devient finalement gouverneur de la Banque nationale d'Égypte et reçoit le titre de baronnet pour les importantes donations qu'il fait pour fonder un théâtre national en Grande-Bretagne.

### Éducation et service de guerre
Meyer fait ses études au Collège d'Eton, comme son père, et il hérite du titre de baronnet à l'âge de 15 ans lorsque son père meurt dans un accident de chasse. Comme son père, il fréquente également le New College d'Oxford, mais après un an, il rejoint les Scots Guards en 1941, la même année où il épouse Barbadee Knight, et ils ont un fils et trois filles. Lors de la bataille de Caen, lors du Débarquement de Normandie, il est grièvement blessé lorsque le char dans lequel il se trouve est touché et il passe les neuf mois suivants à l'hôpital. Pendant ce temps, il lit beaucoup pour compenser ses années perdues à Oxford, mais décide de ne pas retourner à l'université. Au lieu de cela, il rejoint Trésor où il travaille à la liquidation des affaires du gouvernement polonais en exil.

### Carrière diplomatique
En 1946, Meyer réussit les examens du service extérieur, et de 1951 à 1956, il est nommé à l'ambassade britannique à Paris, où il devient premier secrétaire en 1953. La nomination ultérieure à l'ambassade à Moscou n'a pas été si agréable - il ne parlait pas la langue, et confiné au "ghetto diplomatique" par l'interdiction par le gouvernement soviétique des contacts étrangers avec ses citoyens, il a dit qu'il n'avait pas de travail à faire. Il est sauvé par une tentative soviétique de le compromettre - il rapporte une tentative de l'attirer dans un taxi par une femme agent à l'ambassadeur, qui met Meyer et sa famille dans l'avion suivant. Entre 1958 et 1962, il travaille au ministère des Affaires étrangères sur les problèmes politiques européens, à une époque où le bureau changeait sa politique, passant de son opposition au « marché commun» à celle de l'adhésion de la Grande-Bretagne.

## Carrière politique

### Début de carrière
La mort de sa mère en 1962 donne à Meyer des moyens financiers et il décide de se lancer en politique pour soutenir ses vues pro-européennes. En 1962, il démissionne du ministère des Affaires étrangères pour travailler bénévolement pour la Campagne du Marché commun dirigée par le libéral Gladwyn Jebb, 1er baron Gladwyn. Il a dit plus tard qu'il était initialement indécis s'il devait défendre les conservateurs ou les libéraux, mais son admiration pour le premier ministre conservateur Harold Macmillan fait pencher son choix.
En 1963, Meyer est choisi pour se présenter dans la circonscription d'Eton et Slough, alors détenue par l'internationaliste de gauche du Labour Fenner Brockway. Lors des élections générales de 1964, Meyer remporte le siège par 11 voix, gagnant le respect en ignorant le conseil de son parti de circonscription de faire campagne sur la question raciale, qui aurait pu faire basculer un certain nombre de voix dans cette circonscription à l'époque. Il est l'un des quatre seuls gains conservateurs lors de cette élection. Reconnaissant qu'il n'occuperait le siège que temporairement, Meyer profite au maximum de son temps au Parlement, préconisant l'adhésion de la Grande-Bretagne au Marché commun et le renforcement des Nations unies. Il s'impose également dans l'aile libérale du parti: votant pour l'abolition de la peine capitale et pour des sanctions contre la Rhodésie. Aux élections générales de 1966, il perd son siège au profit de Joan Lestor du Labour par 4 663 voix.
Son libéralisme le rend marginal au sein du parti conservateur, et ses candidatures pour se présenter dans six circonscriptions (notamment Windsor, où il vivait) sont rejetées, mais finalement son camarade d'Eton Nigel Birch recommande à Meyer pour le remplacer dans la circonscription de West Flintshire, en nord-est du Pays de Galles. Il est réélu au Parlement à l'élection générale de 1970.

### Député de West Flintshire
Meyer est populaire dans sa nouvelle circonscription, acquérant la réputation de faire passer les intérêts de sa circonscription avant la politique du gouvernement conservateur, par exemple en votant contre la fermeture de l'aciérie de Shotton, soutenant l'Airbus A300 dont certains de ses électeurs ont construit les ailes, contre son rival entièrement britannique, le BAC 3-11, tout en insistant sur l'importance d'une technologie paneuropéenne efficace. Après le retour du Labour au pouvoir en 1974, il s'oppose à la poursuite des sanctions contre le gouvernement de la minorité blanche en Rhodésie, affirmant qu'il est destiné à transférer le pouvoir "de force à une minorité violente".
Lorsque le parti conservateur revient au pouvoir sous Margaret Thatcher en 1979, les pro-européens comme Meyer sont en contradiction avec l'euroscepticisme de la majeure partie du parti. Lorsque les limites de sa circonscription de Flintshire West sont élargies et redessinées pour former la circonscription de Clwyd North West en 1983, des militants du parti local tentent de le remplacer par l'eurodéputée plus thatchérienne, Beata Ann Brookes, que Meyer réussit à battre.

### Candidat au leadership
Le 23 novembre 1989, alors que la popularité de Thatcher et du Parti conservateur décline et peu de temps après la démission de Nigel Lawson en tant que chancelier, Meyer, 69 ans, se présente comme pro-européen à la direction du Parti conservateur. Meyer s'attendait pleinement à ce que l'un des pro-européens les plus importants tels que Ian Gilmour ou Michael Heseltine prenne le relais; en l'occurrence, aucun d'entre eux ne le fait, et Meyer ne se fait aucune illusion sur ses chances de réussir. Il est ridiculisé comme "Sir Anthony Whats'isname" par le journal pro-Thatcher Sun, qui rapporte qu'il est le seul député conservateur à s'opposer à l'utilisation de la force pour reconquérir les Îles Malouines après l'invasion argentine de 1982 et a soutenu nombre de politiques travailliste, notamment les votes contre les réductions des prestations sociales dirigées par les conservateurs et les problèmes d'immigration. Il est également critiqué par le Daily Express comme "Sir Nobody".
Lors de l'élection à la direction de 1989, le 5 décembre, Meyer est battu par 314 voix contre 33, mais lorsque les votes nuls et les abstentions sont ajoutés, on s'aperçoit que 60 députés sur 374 n'avaient pas soutenu Thatcher. Meyer déclare que "les gens ont commencé à penser l'impensable", et Thatcher est évincée en novembre 1990 pour être remplacée par John Major.
Le 19 janvier 1990, Meyer est désélectionné comme candidat aux élections générales de 1992 par le parti de circonscription de Clwyd North West pour sa "trahison", à une majorité de 2-1. La campagne de désélection est animée par la révélation d'un tabloïd selon laquelle Meyer a eu pendant 26 ans une liaison avec Simone Washington, une ancienne mannequin et chanteuse de blues.

## Fin de carrière
Après son changement de carrière forcé en 1992, Meyer devient directeur politique du Mouvement européen, et en 1998, il fait défection au Parti conservateur pro-euro avant de devenir membre des démocrates libéraux. En 1999, il se présente sans succès, lors des élections au Parlement européen, pour la Circonscription de Londres. Après 1999, il est conférencier sur les affaires européennes jusqu'à sa mort.
Meyer est mort d'un cancer, âgé de 84 ans, à Kensington et Chelsea, Londres, en décembre 2004 .
Son fils, Anthony Ashley Frank Meyer (né en 1944), lui succède comme baronnet.
Les papiers d'Anthony Meyer sont conservés à la British Library . Les articles sont accessibles via le catalogue de la British Library.